# Tân Hương, Yên Bình
Tân Hương là một xã thuộc huyện Yên Bình, tỉnh Yên Bái, Việt Nam.
Xã Tân Hương có diện tích 63,91 km², dân số năm 2024 là 8.706 người, mật độ dân số đạt 136 người/km².